# Mini-DIN
Die Mini-DIN-Stecker sind eine Familie von mehrpoligen elektrischen Steckverbindungen, die in einer Vielzahl von Geräten verwendet werden. Mini-DIN ist dem größeren und älteren DIN-Steckverbinder ähnlich. Beide sind Standards des Deutschen Instituts für Normung.

## Stecker

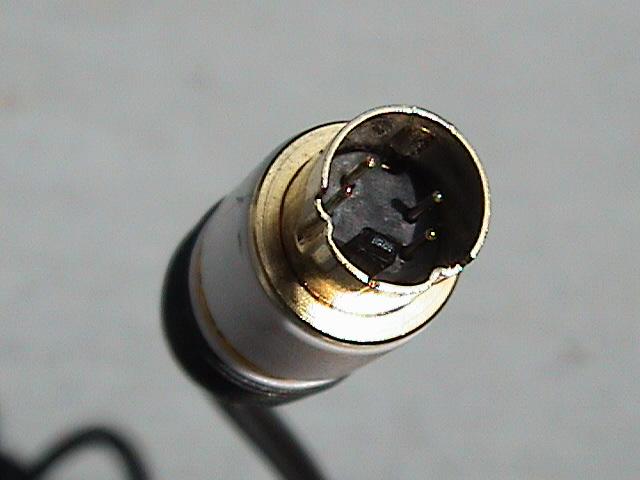
4-Pin-Mini-DIN-Stecker für S-Video

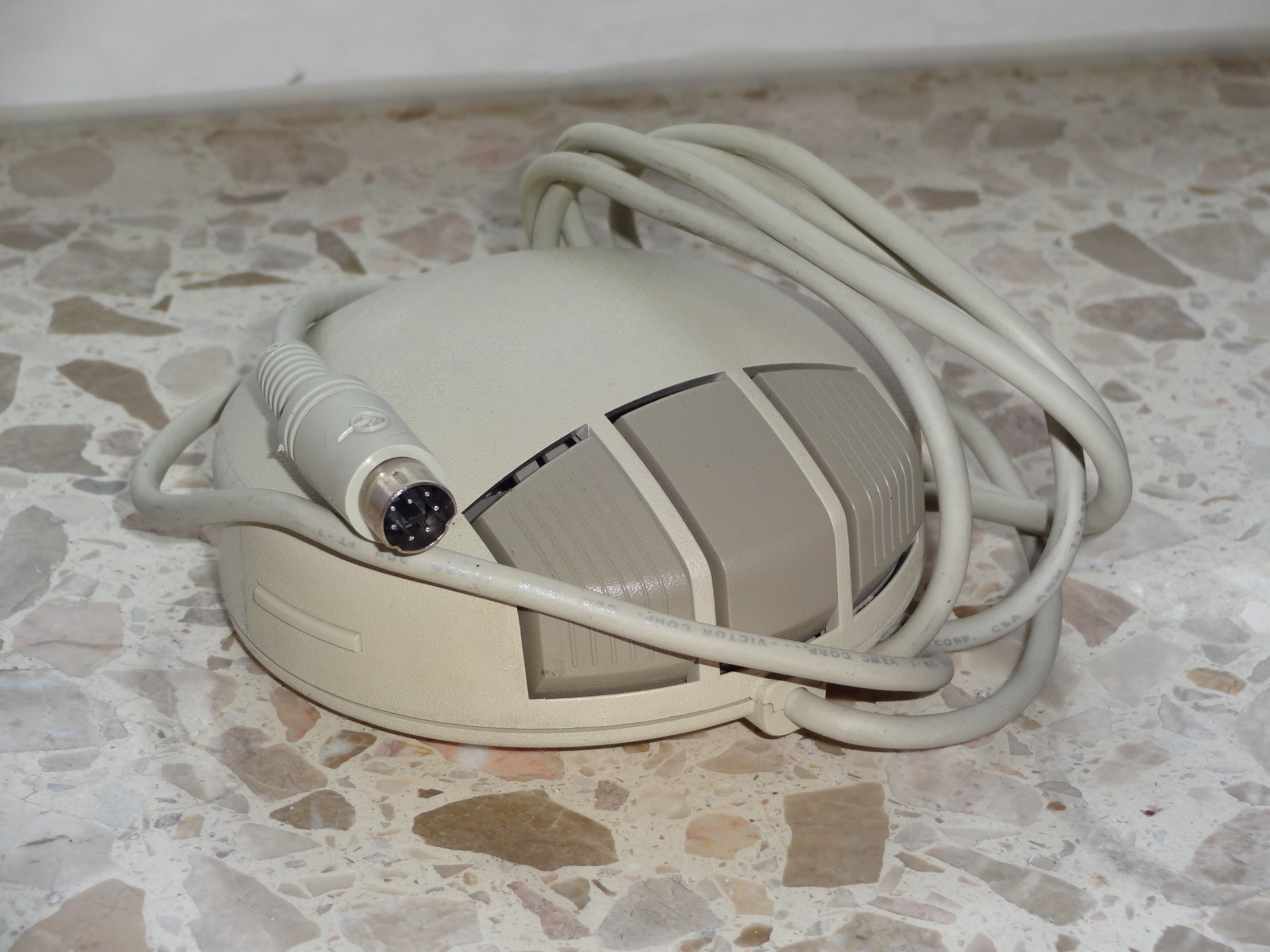
Eine Computermaus von 1986 mit einem Mini-DIN-7-Stecker (proprietärer Anschluss)

Mini-DIN-Stecker haben 9,5 mm Außendurchmesser bzw. 7 mm Durchmesser des Metallkragens und kommen in sieben verschiedenen Varianten mit unterschiedlicher Stiftanzahl vor. Die Varianten unterscheiden sich so, dass die verschiedenen Stecker und Buchsen nicht vertauscht werden können, wodurch daraus potenziell entstehende Schäden verhindert werden. Es existieren auch Buchsen außerhalb der Norm, die mit den Standard-Versionen der Stecker pinkompatibel sind. Ein Beispiel ist der GeoPort von Apple, der einer Mini-DIN-8-Buchse mit einem zusätzlichen Stift entspricht und sowohl die GeoPort-9-Pin-Stecker als auch den 8-Pin-Standard-Stecker für die serielle Schnittstelle des Macintosh aufnehmen kann.
Die Pinnummern finden sich normalerweise eingeprägt in das Kunststoffteil, in dem die Stifte sitzen, jeweils direkt neben diesen. Die Verwendung einer Lupe kann notwendig sein.
|  | Mini-DIN 3                 | LocalTalk – AppleTalk Personal Network |
|  | Mini-DIN 4                 | Apple Desktop Bus S-Video (auch Hosiden-Stecker genannt) Die Nummerierung zeigt sich beim Blick von außen auf die Buchse |
|  | Mini-DIN 5                 | Control-L bei SONY Videorekordern Verbindung zwischen Steuerknüppel (Griff) und Basis bei Joysticks für die Flugsimulation (z. B. von Thrustmaster) früher bei manchen Herstellern von externen Festplatten für das Netzteil verwendet                                                   |
|  | Mini-DIN 6                 | PS/2-Tastatur/Mausstecker FDDI-Steuersignal zum Schalten des optischen Bypass TNC-Transceiver-Verbindung bei Packet-Radio MIDI (selten) Märklin verwendet 6-polige Mini-DIN-Steckverbindungen bei seiner Central Station Die Nummerierung zeigt sich beim Blick von außen auf die Buchse |
|  | Mini-DIN 7                 | Verdeckter serieller Steuer- und Wartungs-Port an Roomba-Staubsaugerrobotern Märklin verwendet 7-polige Mini-DIN-Steckverbindungen bei seiner Central Station |
|  | Mini-DIN 7 Nicht-Standard  | Kombinierter Anschluss für S-Video und (per Adapter) Composite Video bei Grafik- und Framegrabberkarten Buchse kann 4-poligen Stecker aufnehmen. Die Nummerierung zeigt sich mutmaßlich beim Blick von außen auf die Buchse                                                              |
|  | Mini-DIN 8                 | Apple Macintosh Serielle Schnittstelle Mitsubishi FX0 SPS Atari Falcon 030 LAN-Schnittstelle NEC PC-Engine Controllerport |
|  | Mini-DIN 8 Nicht-Standard  | Apple GeoPort (Mini-DIN 8 mit einem zusätzlichen Stift) |
|  | Mini-DIN 9                 | Sega Mega Drive II Bose Link Märklin verwendet 9-polige Mini-DIN-Steckverbindungen bei seiner Central Station |
|  | Pseudo-Mini-DIN 9          | Hauppauge zu SCART-In/Out |
|  | Mini-DIN 10 Nicht-Standard | Sega Saturn Märklin verwendet 10-polige Mini-DIN-Steckverbindungen bei seiner Mobile Station |

## Weitere Anwendungen
- Commodore 16/Plus/4, Joystick (8-polig) und Datasette (7-polig)
- Elta-DVD-Systeme
- Digitalpianos, Verbindung zur Pedaleinheit
- NEC PC Engine (nicht Turbo-Grafx-16), Joystick (8-polig)